# La Villetelle
Villetelle – miejscowość i gmina we Francji, w regionie Nowa Akwitania, w departamencie Creuse.
Według danych na rok 1990 gminę zamieszkiwało 188 osób, a gęstość zaludnienia wynosiła 12 osób/km² (wśród 747 gmin Limousin Villetelle plasuje się na 442. miejscu pod względem liczby ludności, natomiast pod względem powierzchni na miejscu 427.).